# Ines Ajanović
Ines Ajanović  (nacida el 12 de noviembre de 1980 en Belgrado, Serbia) es una jugadora de baloncesto serbia. Con 1.95 metros de estatura, juega en la posición de pívot.

## Carrera profesional
Ines juega para el Maranhão Basquete en la Liga de Baloncesto brasileña. Es miembro  del equipo de baloncesto nacional Serbio.